# Campeonato Mundial de Natação em Piscina Curta de 1995
O Campeonato Mundial de Natação em Piscina Curta de 1995 foi a segunda edição do Campeonato Mundial de Natação em Piscina Curta. Foi realizado na cidade do Rio de Janeiro, no Brasil, de 30 de novembro a 3 de dezembro.

## Quadro de Medalhas
| #  | País           | Gold. | Silver. | Bronze. | Total |
| -- | -------------- | ----- | ------- | ------- | ----- |
| 1  | Austrália      | 12    | 7       | 7       | 26    |
| 2  | China          | 5     | 2       | 2       | 9     |
| 3  | Brasil         | 3     | 2       | 1       | 6     |
| 4  | Canadá         | 2     | 5       | 0       | 7     |
| 5  | Costa Rica     | 2     | 0       | 0       | 2     |
| 5  | Cuba           | 2     | 0       | 0       | 2     |
| 7  | Alemanha       | 1     | 4       | 5       | 10    |
| 8  | Reino Unido    | 1     | 2       | 1       | 4     |
| 9  | Nova Zelândia  | 1     | 2       | 0       | 3     |
| 10 | Dinamarca      | 1     | 1       | 2       | 4     |
| 11 | Estados Unidos | 1     | 0       | 2       | 3     |
| 12 | Venezuela      | 1     | 0       | 1       | 2     |
| 13 | Países Baixos  | 0     | 3       | 0       | 3     |
| 14 | Ucrânia        | 0     | 2       | 0       | 2     |
| 15 | Rússia         | 0     | 1       | 2       | 3     |
| 16 | Eslováquia     | 0     | 1       | 1       | 2     |
| 17 | Polónia        | 0     | 0       | 3       | 3     |
|    | Suécia         | 0     | 0       | 2       | 2     |
| 19 | França         | 0     | 0       | 1       | 1     |
|    | Hungria        | 0     | 0       | 1       | 1     |
|    | Roménia        | 0     | 0       | 1       | 1     |

## Resultados
| Evento              | Ouro                                                                    | Tempo    | Prata                                                                       | Tempo    | Bronze                                                                       | Tempo    |
| Livre               |                                                                         |          |                                                                             |          |                                                                              |          |
| 50 m Masculino      | Francisco Sánchez                                                       | 21"80    | Fernando Scherer                                                            | 22"08    | Changji Jiang                                                                | 22"17    |
| 50 m Feminino       | Jingyi Le                                                               | 24"62    | Angela Postma                                                               | 25"10    | Sandra Völker                                                                | 25"21    |
| 100 m Masculino     | Fernando Scherer                                                        | 47"97    | Gustavo Borges                                                              | 48"00    | Francisco Sánchez                                                            | 48"46    |
| 100 m Feminino      | Jingyi Le                                                               | 53"23    | Na Chao                                                                     | 54"52    | Sandra Völker                                                                | 54"69    |
| 200 m Masculino     | Gustavo Borges                                                          | 1'45"55  | Trent Bray                                                                  | 1'46"18  | Michael Klim                                                                 | 1'46"44  |
| 200 m Feminino      | Claudia Poll                                                            | 1'55"42  | Susie O'Neill                                                               | 1'56"42  | Martina Moravcová                                                            | 1'56"61  |
| 400 m Masculino     | Daniel Kowalski                                                         | 3'45"15  | Jörg Hoffmann                                                               | 3'45"65  | Malcolm Allen                                                                | 3'47"00  |
| 400 m Feminino      | Claudia Poll                                                            | 4'05"18  | Carla Geurts                                                                | 4'06"20  | Sarah Hardcastle                                                             | 4'07"20  |
| 800 m Feminino      | Sarah Hardcastle                                                        | 8'25"46  | Carla Geurts                                                                | 8'27"03  | Ping Lio                                                                     | 8'29"95  |
| 1500 m Masculino    | Daniel Kowalski                                                         | 14'48"51 | Ian Wilson                                                                  | 14'49"72 | Jörg Hoffmann                                                                | 15'05"36 |
| 4 x 100 m Masculino | Brasil Fernando Scherer Alexandre Massura André Cordeiro Gustavo Borges | 3'12"42  | Austrália Brett Hawke Michael Klim Richard Upton Matthew Dunn               | 3'17"27  | Romênia Ivan Nicolae Razvan Petcu Alexandru Ioanavici Nicolae Butacu         | 3'17"40  |
| 4 x 100 m Feminino  | China Na Chao Ying Shan Xue Han Jingyi Le                               | 3'37"00  | Austrália Melanie Dodd Sarah Ryan Anna Windsor Susie O'Neill                | 3'38"72  | Suécia Johanna Sjöberg Louise Karlsson Linda Olofsson Louise Jöhncke         | 3'40"66  |
| 4 x 200 m Masculino | Austrália Michael Klim Matthew Dunn Malcolm Allen Daniel Kowalski       | 7'07"97  | Alemanha Chris-Carol Bremer Steffen Zesner Torsten Spanneberg Jörg Hoffmann | 7'13"42  | Brasil Cassiano Leal Fernando Saez Teófilo Ferreira Gustavo Borges           | 7'13"64  |
| 4 x 200 m Feminino  | Canadá Marianne Limpert Shannon Shakespeare Sarah Evanetz Joanne Malar  | 7'58"25  | Alemanha Dagmar Hase Kerstin Kielgass Julia Jung Franziska van Almsick      | 8'01"11  | Austrália Anna Windsor Samantha Mackie Nicole Stevenson Susie O'Neill        | 8'01"86  |
| Borboleta           |                                                                         |          |                                                                             |          |                                                                              |          |
| 100 m Masculino     | Scott Miller                                                            | 52"38    | Denis Pimankov                                                              | 52"64    | Michael Klim                                                                 | 52"80    |
| 100 m Feminino      | Limin Liu                                                               | 58"68    | Susie O'Neill                                                               | 58"69    | Angela Kennedy                                                               | 58"74    |
| 200 m Masculino     | Scott Goodman                                                           | 1'54"79  | Scott Miller                                                                | 1'56"36  | Chris-Carol Bremer                                                           | 1'57"30  |
| 200 m Feminino      | Susie O'Neill                                                           | 2'06"18  | Limin Liu                                                                   | 2'06"51  | Mette Jacobsen                                                               | 2'11"07  |
| Costas              |                                                                         |          |                                                                             |          |                                                                              |          |
| 100 m Masculino     | Rodolfo Falcon                                                          | 53"12    | Neil Willey                                                                 | 53"22    | Jirka Letzin                                                                 | 53"65    |
| 100 m Feminino      | Misty Hyman                                                             | 1'00"21  | Mette Jacobsen                                                              | 1'00"25  | Barbara Bedford                                                              | 1'00"63  |
| 200 m Masculino     | Rodolfo Falcon                                                          | 1'55"16  | Chris Renaud                                                                | 1'55"27  | Tamás Deutsch                                                                | 1'56"18  |
| 200 m Feminino      | Mette Jacobsen                                                          | 2'08"18  | Dagmar Hase                                                                 | 2'09"00  | Leigh Habler                                                                 | 2'09"33  |
| Peito               |                                                                         |          |                                                                             |          |                                                                              |          |
| 100 m Masculino     | Mark Warnecke                                                           | 59"89    | Paul Kent                                                                   | 1'00"14  | Stanislav Lopukhov                                                           | 1'00"33  |
| 100 m Feminino      | Samantha Riley                                                          | 1'05"70  | Svetlana Bondarenko                                                         | 1'07"78  | Linley Frame                                                                 | 1'08"61  |
| 200 m Masculino     | Yiwu Wang                                                               | 2'11"11  | Ryan Mitchell                                                               | 2'11"46  | Jean-Lionel Rey                                                              | 2'11"92  |
| 200 m Feminino      | Samantha Riley                                                          | 2'20"85  | Svetlana Bondarenko                                                         | 2'24"78  | Alicja Pęczak                                                                | 2'25"65  |
| Medley              |                                                                         |          |                                                                             |          |                                                                              |          |
| 200 m Masculino     | Matthew Dunn                                                            | 1'56"86  | Curtis Myden                                                                | 1'58"56  | Marcin Maliński                                                              | 1'58"61  |
| 200 m Feminino      | Elli Overton                                                            | 2'11"67  | Martina Moravcová                                                           | 2'11"91  | Louise Karlsson                                                              | 2'12"38  |
| 400 m Masculino     | Matthew Dunn                                                            | 4'08"02  | Curtis Myden                                                                | 4'09"39  | Marcin Maliński                                                              | 4'10"37  |
| 400 m Feminino      | Joanne Malar                                                            | 4'36"40  | Nancy Sweetnam                                                              | 4'37"04  | Britta Vestergaard                                                           | 4'37"10  |
| 4 x 100 m Masculino | Nova Zelândia Jonathan Winter Paul Kent Murray Burdan Nicholas Tongue   | 3'35"69  | Austrália Adrian Radley Robert van der Zant Scott Miller Michael Klim       | 3'36"35  | Rússia Sergei Sudakov Alexander Tkachev Denis Pimankov Yuri Mukhin           | 3'36"88  |
| 4 x 100 m Feminino  | Austrália Elli Overton Samantha Riley Angela Kennedy Susie O'Neill      | 4'00"46  | Canadá Julie Howard Lisa Flood Jessica Amey Shannon Shakespeare             | 4'03"89  | Estados Unidos Barbara Bedford Kelli King-Bednar Misty Hyman Courtney Shealy | 4'04"34  |